# Marranók
A marranók a szefárd zsidók  közé tartoznak, akik eredetileg az Ibériai-félszigeten éltek, de viszontagságos történelmük során az egész világon szétszóródtak. A „marranók” azok az újkeresztények,  akik a zsidóüldözések hatására ugyan megkeresztelkedtek, de örökösen  annak  a gyanúnak az árnyékában éltek, hogy titokban megtartották zsidó  hitüket. Tény, hogy ez legtöbbször igaz volt.
Magára a marrano vagy marrán elnevezésre több alternatívát is kínál a nyelvtudomány. Egyes vélemények szerint az elnevezés az arab mahram (tiltott) szóból származik, amit először Kasztíliában kezdtek sértő gúnynévként használni a zsidókra és a muzulmánokra. Egy idő után azonban már csak azokat a zsidókat illették ezzel a névvel, akiket erőszakkal kereszteltek meg, de gyanították, hogy titokban továbbra is őseik hitét gyakorolták.
Egy másik magyarázat a marrano elnevezést a héber marit ajin (látszat) kifejezésből eredezteti, arra való utalásként, hogy a marranók csak látszatra vették fel a kereszténységet.
További lehetséges alternatívák még, a héber mohoram atta (ki vagy közösítve), a héber–arámi mar anúsz (kényszerített), az arab murrain (képmutató), és az ugyancsak arab barrán (disznó) kifejezések.

## Történetük

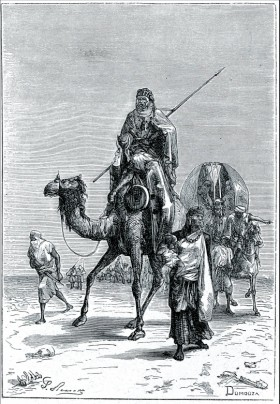
Tudelai Benjámin híres marrano utazó a Szaharában
Az Ibériai-félszigeten a 10–12. században kicsit másként alakult a zsidóság sorsa. A mór uralom alatt nyugalomban, a hódítókkal jó viszonyban élhettek, a kalifák udvarában magas állami tisztségeket viselhettek. A zsidó kultúra felvirágzásának és aranykorának ideje ez, számos kiváló gondolkodó, tudós és költő került ki a hispániai szefárd zsidó közösségekből.
Ilyen környezetből indult el Tudelai Benjamin, akinek utazását nagyban megkönnyítette, hogy a világ szinte valamennyi városában, ahol megszállt, vendégszerető hittársakat talált.

Üldöztetésük a 14. században kezdődött el az Ibériai-félszigeten. A lakosság zsidósággal kapcsolatos ellenséges hangulatát több okra is vissza lehet vezetni, a térség súlyos gazdasági és társadalmi válságba került, az antiszemita polemizáló Ferrán Martínez Écija archidiákonusa nagy sikereket ért el, és nem utolsósorban hatalmi válság alakult ki, miután Kasztília uralkodója, I. János 1390-ben meghalt, és az őt követő III. Henrik még kiskorú volt.
1391. június 4-én Sevillában zsidóellenes felkelés robbant ki, mely az ország egészére kiterjedt. A zavargások során sok zsidó halt meg, így többen, életük megmentése érdekében áttértek a keresztény hitre. Az átkeresztelkedés, a „marranizálódás” ekkor indult meg, majd áthatotta az egész 15. századot. Pontos számadat sajnos nem áll rendelkezésünkre az áttértekről, csak nehezen igazolható becslésekre lehet hivatkozni, mely szerint az Ibériai-félsziget zsidó lakosságának egyharmada tért át a keresztény hitre, újabb egyharmada halt meg az üldöztetések során, és csak a maradék egyharmadot kímélte meg a meghurcoltatás.
Az 1440-es évek gazdasági nehézségei csak tovább fokozták a lakosság gyűlöletét, melyet a kolduló rendek és kispolgári rétegek is szítottak. 1449-ben Toledóban megmozdulás robbant ki a „conversos”-okkal (átkeresztelkedettekkel) szemben. Június 5-én Pedro Sarmiento, aki II. János jobbkezének és a város egyik legtekintélyesebb polgárának számított, kihirdette a Sentencia estatutó-t, az első vértisztasági törvényt, mely az „újkeresztényeknek” a városi hivatalokba és az egyházi tisztségekhez való jutását akadályozta meg, valamint megtiltotta számukra, hogy a bíróságokon a keresztényekkel szemben tanúskodhassanak. Egy-két befolyásosabb újkeresztény megpróbált tenni valamit ügyük érdekében. Így cselekedett Alfonso de Cartagena, Burgos püspöke is, aki a Defensorium unitatis Christianae című pamfletjében keményen ostorozza a zsidóság azon részét, mely titokban továbbra is az ősi hitét gyakorolja. A viták és a tiltakozások hatására, végül nem került sor a törvény gyakorlati alkalmazása.
A 15. század folyamán az újkeresztényekkel szembeni megmozdulások tovább folytatódtak, így 1467-ben Toledóban újabb erőszakos megnyilvánulásokra került sor. A háttérben lévő ok ismét az 1465-től kezdődő gazdasági nehézségekre vezethető vissza. A marranók, akik sok fontos gazdasági pozíciót töltöttek be, könnyű célpontokká váltak. A közvélemény egyre erőteljesebben követelte a kriptojúdaizmussal szembeni inkvizíció bevezetését. Ezt tette a ferences rendi Alonso de Espina is Fortalitium Fidei című írásában. Espina azért fohászkodott, hogy a spanyol területeken élő zsidókat űzzék ki. E mű, melyet a 15. század végéig még hatszor adtak ki, nagy hatást gyakorolt a marranókkal szemben később bevezetett elnyomó intézkedések szellemiségére.
1469-ben került sor Aragóniai Ferdinánd és Kasztíliai Izabella házasságára. Az uralkodópárnak a marrano problémát meg kellett oldania. Kérésükre 1478-ban IV. Szixtusz pápa engedélyt adott a spanyol korona számára az állami inkvizíció bevezetésére. Ez azt jelentette, hogy az uralkodó nevezhette ki és foszthatta meg méltóságától az inkvizítorokat. 1480-tól kezdve a székhely Sevillában volt, a joghatósága pedig az egész ország területére érvényessé vált. Ténylegesen csak egy év múlva kezdte meg működését. Fő feladatául a zsidóeretnekség gyökeres megszüntetését tűzte ki célul az újkeresztények körében. A Domonkos-rend kapta meg a végrehajtás feladatát, vezetőül pedig Tomás de Torquemadát választották. Innentől kezdve több mint három évszázadon keresztül működött e hírhedt intézmény, egészen 1834. július 15-éig, azaz a végleges eltörlésének időpontjáig.
Az inkvizíció intézménye hamarosan valóságos karhatalmi funkciót töltött be, rettegésben tartva a lakosság egyes csoportjait. A feljelentések és a hamis tanúvallomások mindennaposakká váltak. Gyerekek jelentették fel szüleiket, férjek hitveseiket. Az újkeresztények ezreit gyanúsították azzal, hogy titokban ősi vallásukat gyakorolják. Javaikat elkobozták, bíróság elé, majd máglyára küldték őket. Akiket távollétük miatt nem tudtak elfogni, azokat jelképesen égettek el. A már elhunytak esetében a kiásott holttesteket vetették a lángok közé.
1485-től 1500-ig az inkvizíciós bíróságon tárgyalt esetek 99%-a a marránokat érintette. Valenciában 1484 és 1530 között a vádlottak 91,6%-a volt „conversos”, az esetükben kiszabott büntetések igen súlyosak voltak. Ugyanebben a városban 1494 és 1530 között 1997 elítélt közül 909 (45,5 százalék) személyt ítéltek halálra, 754 embert végeztek ki.
Az üldözések első hulláma megtizedelte a „conversos” közösségeket. A marrán központok eltűntek, az új generációk pedig már kevésbé kötődtek zsidó múltjukhoz. Akik túlélték az inkvizíciós terror 1480-tól 1560-ig tartó első szakaszát, végérvényesen beilleszkedtek a keresztény közösségbe. A marránizmus újbóli fellángolása a 16. század második felére tehető, amikor is a portugál területekről érkező menekülthullámok ismét középpontba helyezték a problémát. A már eltűnőben lévő spanyol marranizmust a még erőteljesebb portugál váltotta fel. Az inkvizíciós törvényszékek ismét működésbe lendülhettek.
Portugáliába, ahol már volt egy kisebb zsidó közösség, 1492-ben, a spanyolországi zsidóüldözés nyomására menekültek zsidó csoportok. Az uralkodó II. János tekintélyes pénzösszeg fejében, a gazdag spanyol családok és fontosabb kézművesipart űzők számára állandó tartózkodási jogot biztosított. A többi menekült csak két hónapig maradhatott az országban. Utódja, I. Mánuel trónraléptével jobb napok jöttek. Házasságkötése azonban fordulópontot jelentett, mivel a zsidók Portugáliából való kiűzését vonta maga után. 1496. december 5-én írták alá azt a rendeletet, miszerint a zsidó lakosságnak 10 hónap áll rendelkezésére, hogy elhagyja az országot. Útra kelésük komoly demográfiai problémát okozott volna. A lakosság 15%-ának elmenekülése ugyanis nem történhetett volna meg észrevétlenül egy olyan országban, mely alig egy millió főt számlált. Így az erőszakos átkeresztelkedés került előtérbe. 1497. március 19-én a zsidókat összegyűjtötték egy lisszaboni táborhelyen, majd a keresztelőkúthoz vezették őket. Néhány rabbi kivételével az összegyűlteket erőszakkal megkeresztelték, majd megtiltották számukra, hogy 1503-ig elhagyják a királyság területét. Az újdonsült keresztények (“homens de negociós”) elől elhárultak azok az akadályok, melyek eddig vallásuk miatt problémát jelentett abban, hogy a közigazgatás és a gazdaság egyes területein bizonyos pozíciókat betölthessenek. Éppen emiatt kerültek majd később konfliktusba a keresztény lakossággal. Lisszabonban 1506-ban 2000 embert mészároltak le – akiket azzal vádoltak meg, hogy megünneplik a zsidó húsvétot. Az uralkodó, hogy a rend helyreálljon, inkább megnyitotta a határokat. Ezrek választották a menekülés útját.
A probléma így sem oldódott meg, hiszen az ottmaradottakat kriptojúdaizmussal vádolták. Az 1520-as években, az uralkodó, I. Mánuel megkísérelte bevezetni az inkvizíciót. Emiatt szembekerült a befolyásosabb újkeresztényekkel. 1531-ben újabb pogromra került sor. Végül a pápa 1535. május 23-án engedélyezte a portugál inkvizíció bevezetését. A törvényszék októbertől kezdte meg tényleges működését. A 19. század elejéig 1808 személyt ítéltek máglyahalálra, ezek közül 1175 marranót égettek el ténylegesen. Az a viszonylagos nyugalom, mely az 1497-es tömeges átkeresztelésüktől 1535-ig, az inkvizíció bevezetéséig tartott, véget ért, de nem tűnt el nyomtalanul, hisz létrehozott egy sajátos marrán kultúrát Portugáliában. Más részről a spanyol királyságba menekülő portugál marránok megbolygatták a már említett másodgenerációs spanyol újkeresztény közösségeket. A menekülők főként Madridba, Sevillába és Málagába érkeztek. Egyes menekülő csoportok a tengeren túli spanyol gyarmatokra is elvándoroltak. A Portugáliából menekülők hatására a „portugál” jelző az újkeresztény és a vallását titokban gyakorló zsidó szinonimája lett.
De mit is jelentett marránnak lenni? Mint láttuk, a marránizmust spanyol és portugál csoportra lehet osztani, bár a portugál ágat lényegében az 1492-ben elmenekülő spanyol zsidó családok keltették életre. A menekülő spanyolok inkább az útra kelést választották, csakhogy apáik ősi vallását megtarthassák. Hiába választották a hosszú utat, 1497-ben a lisszaboni tömeges átkeresztelkedést már ők sem kerülhették el. Mindezek ellenére elmondható azonban, hogy a kényszer hatására tett keresztelkedés során a többség soha nem vált igazi kereszténnyé. A közvélemény sem tartotta őket annak, hisz „homens de nação”-nak nevezték őket, jelezve ezzel, hogy ők külön nemzetet alkotnak a nemzeten belül.
A „conversos”-ok nagy része tehát a kriptojúdaizmust választotta, annál is inkább, mivel a zsidó törvények szerint az erőszakkal történő átkeresztelkedés nem volt érvényes. Aki áldozatként lett megkeresztelve, azt a személyt új hite miatt nem lehet felelősségre vonni. Az inkvizíció, az üldözések, a pogromok, a vértisztasági törvények pedig csak tovább erősítették hitük megőrzését és fenntartását.
Felmerül az a kérdés is, hogy vajon a marránizmust új vallásként kell-e kezelni, hiszen a tradicionális zsidó vallás számos előírását a már ismert okok miatt nem tudták megtartani, a rabbik nem tudták már átadni tudásukat, és a héber nyelv ismerete is sokszor feledésbe merült az évek során. Egyedüli forrásként az Ószövetség latin verzióját használhatták. Emellett a titokban őrzött egyházi iratokra támaszkodhattak. Így idővel sajátságos vonásokkal rendelkező, ha nem is új vallás, de a zsidó tudat fenntartását célzó marrán vallásgyakorlat alakult ki, mely látszólag lemondott az ősi hit külsőségeiről. A marránok mint jó keresztények misére jártak, gyóntak és megtartották a katolikus vallás előírásait. Titokban viszont zsidó vallásukat gyakorolták. Sajátságos vonásokként említhetők meg a következők. A zsidó vallástól eltérően előtérbe kerültek egyes szent alakok kultusza, mint például a népét megmentő Eszteré. A purimból, a zsidók hagyományos Eszter-ünnepéből csak a böjt maradt meg, amely viszont a marrán rituálé központi eleme lett. Eszter apokrif könyörgése szintén fontos helyet foglalt el liturgiájukban. A körülmetélés szokását ritkán követték, a temetkezési szokásaikat viszont részben megtartották. Igyekeztek halottaikat szűzföldben, a közösség tagjai körében eltemetni. A gyász hete alatt tartózkodtak a hús fogyasztásától, és nem ültek le a puszta földre. Néhány ünnepüket, mint a jom kippur és a pészah, megtartották, az ünneplés napját viszont titokban tartották, a zsidó időszámításhoz képest vagy előbbre hozták vagy későbbre tették, hogy az inkvizítorok figyelmét eltereljék.
Ami az étkezési szokásokat illeti, az első marránok lelkiismeretesen betartották a hagyományos zsidó előírásokat, vagyis a tisztátlan állatok, mint a sertés, húsát nem fogyasztották. A későbbiek folyamán a kóser hús fogyasztása fokozatosan eltűnik. Mivel a sertéshús fogyasztása központi eleme volt az Ibériai-félsziget gasztronómiai szokásainak, így az attól való tartózkodás könnyen gyanút válthatott volna ki az inkvizítorok szemében. A marránok kénytelenek voltak hozzászokni ahhoz a gondolathoz, hogy a húst csak bizonyos alkalmak esetében – például az egyes ünnepek és a gyász ideje alatt – tudják csak mellőzni.
Fontos esemény volt a bar-micvó szertartása, mely lényegében a vallási nagykorúság elismerését jelentette. Ez alkalommal fedték fel a nagykorúvá vált fiúgyermek előtt a családi titkot. Közölték vele bizalmasan a zsidó nemzetségnevét, melyet csak akkor vettek fel újra, amikor elhagyták a félszigetet. Addig azonban a nyilvánosság előtt a keresztény nevüket használták. A keresztelés alkalmával titokban zsidó keresztnevet is adtak gyermekeiknek.
A nők kiemelt szerepet játszottak ebben a nehéz helyzetben. A vallás fenntartásában oroszlánrészt vállaltak. Az inkvizíciós perek többségében nőket vádoltak meg azzal, hogy titokban zsidó vallásukat gyakorolják. Ez igaz is volt, hiszen a zsidó asszonyok a szokásaikat igyekeztek minél lelkiismeretesebben megtartani. E törekvésük főként a sábát megünneplésében nyilvánult meg; ha csak lehetett, nem maradt el a péntek esti gyertyagyújtás, a rituális tisztálkodás, a munkától való tartózkodás.
A marránok titkos hitének két legfontosabb alapeleme kristályosodott ki az idő folyamán. Az egyik a keresztény dogmák és rítusok elvetése, a másik az a szilárd meggyőződés, hogy Izrael népéhez tartoznak, mely nép egy istent tisztel és várja a messiást, akinek eljövetelét megváltás fogja követni a Szentföldön.
Híres-hírhedt személyek is nagy hatással voltak a marrán közösségekre. Az egyik legnevezetesebb közülük az 1538-ban meghalt David Reubeni volt. Reubeni az elveszett tíz törzs képviselőjének és az arábiai Khaibar király testvérének tartotta magát. Felkereste VII. Kelemen pápát is, hogy szövetséget ajánljon neki a szultánnal szemben. A pápa III. János portugál uralkodóhoz küldte, akinél 1525-ben meg is jelent. Az Ibériai-félszigeten a minden reményüket beléje helyező marránok tömegei követték őt, akiben Izrael népe megváltásának és az Apokalipszis eljövetelének hírnökét látták. Követői közül Diego Pires volt jelentős, aki körülmetéltette magát, majd Portugáliát elhagyva, Szalonikibe, innen pedig Szafedbe távozott. Felvéve a Salomon Molho nevet, visszatért ősi hitéhez, majd magát messiásnak kiáltotta ki. Az inkvizíció tartóztatta le, 1532-ben pedig mártírhalált halt. Reubenire hasonló sors várt, 1538-ban az egyik spanyol börtönben halt meg. A messiás eljövetelének hite azonban tovább élt a marránok körében. A 17. században újabb messiás jelentkezett. Sabbataj Cvi (1626–1676) az Oszmán Birodalomban indította el mozgalmát, majd számos hívével együtt csatlakozott az iszlám valláshoz. Fellépésének nagy visszhangja volt az ibériai területeken is.
A marranók a konfliktusok ellenére fontos szerepet játszottak a térség gazdasági életében is. Főként a lenkereskedelemben, a banki területeken és a gyarmati kereskedelemben (cukor- és rabszolga-kereskedelemben) tevékenykedtek, illetve gazdagodtak meg. II. Fülöp spanyol király zsidó származású bankárokat használt fel arra, hogy megpróbálja visszaszorítani az itáliai pénzvilág térhódítását. Megerősödésüket az inkvizíciós törvényszékek munkájának csökkenése is elősegítette. 1560 és 1700 között a bíróságokon tárgyalt esetek már csak 5–20%-át tették ki a zsidóperek. Ennek köszönhetően mind Spanyolországban, mind Portugáliában állami megbízatásokat kaptak hadi és tengeri szállítmányozásra, illetve adószedői posztokra, IV. Fülöp spanyol király szabad utazást biztosított számukra a birodalom egész területén, emellett támogatta gyarmati kereskedelmüket is.
A 16. és a 18. század folyamán marránok ezrei szóródtak szét a kontinenseken. Csoportjaik is Hollandiában, Franciaországban, Itáliában, Angliában, Észak-Afrikában és az Oszmán Birodalomban telepedtek le. De eljutottak a holland gyarmatokra is, a mai New York alapítói között is találkozhatunk velük.

## A marranizmus fajtái
A marranókat és leszármazottaikat négy csoportba lehet sorolni:
- Az elsőbe tartoztak azok, akik önként tértek át a kereszténységre, egyszerű opportunizmusból, ugyanis abban a társadalomban, ahol éltek, keresztényként jobban érvényesülhettek. Számukra a vallás másodrangú kérdés volt, és ők a gyerekeiket is kereszténynek nevelték. Őket nevezzük újkeresztényeknek vagy konvertálóknak.
- A második csoportba tartoztak azok, akiket nemcsak a zsidó vallás, de a vallás bármely más formája is hidegen hagyott, egyszerűen tudomásul vették a tényt, hogy „Rómában élj úgy, mint a rómaiak!".
- A harmadik csoport azoké a marranóké, akik ugyan áttértek a kereszténységre, de azért még atyáik hitét is megtartották. Őket nevezték rejtőzködő zsidóknak, és néha nagyon magas pozíciókba kerültek. Titokban még a zsinagógában is megjelentek, és nyíltan harcoltak a zsidóság emancipálásáért.
- Ideiglenes keresztény: Ők alkották a negyedik csoportot, amelyik azonban messze a legnagyobb volt. Ide számítjuk azokat a marranókat, akiket kényszerítettek, hogy megkeresztelkedjenek, és ezért nyíltan nem is merték vállalni a hitüket, de azért otthon még gyakorolták, és ha a szorítás engedett, az első adandó alkalommal visszatértek atyáik hitére. Épp ezért a gyerekeiket se keresztelték meg, hacsak nem kényszerítették őket. Nem ettek disznóhúst, és a pészah ünnepét is megtartották.

## Spanyolországi kezdetek
Ahogy a nagyszámú konvertálók gazdagsága és befolyása nőtt, úgy keltették fel nem konvertáltak irigységét és gyűlöletét, akiket még az egyház is bujtogatott, hitetleneknek és álszenteknek bélyegezve őket. Az újkeresztényeket jobban gyűlölték, mint zsidó társaikat, és elkeseredettebben is üldözték őket. Cecil Roth történész szerint a politikai intrikák vezettek a zsidóellenes intézkedésekhez, melyek 1391-ben tetőztek, mikor a még kiskorú III. Henrik régense és nagynénje, Kasztíliai Eleonóra navarrai királyné tekintélyes katonai erőt bocsátott az écijai archidiákonus, Ferrán Martínez rendelkezésére. Martínez uszító beszédet mondott, aminek a hatására véres zavargások törtek ki Sevillában 1391. június 4-én, aminek során megtámadták a zsidó negyedet és zsidók ezreit gyilkolták le. A zavargások még ebben az évben folytatódtak Spanyolország szerte Córdobában, Toledóban és más városokban, ahol a zsidók negyedeit pusztították el. Az üldözések következtében 200 000 zsidó tért át a kereszténységre, hogy az életét megmentse.
Toledóban 1449-ben törtek ki zavargások az újkeresztények ellen, ami gyilkosságokkal és fosztogatásokkal járt együtt. A felbujtó itt két egyházi személy, Juan Alfonso és Pedro López Galvez volt. A csőcselék kifosztotta és felgyújtotta Alonso Cota, egy gazdag újkeresztény adóbérlő házát, valamint egy munkás vezetésével megtámadta több más gazdag újkeresztény házát is a Magdelena negyedben. Bár az újkeresztények Juan de la Cibdad vezetésével szembeszálltak a csőcselékkel, de az fölébük kerekedett, és az ellenállókat lábuknál fogva felakasztották. A következménye ezeknek a zavargásoknak az lett, hogy Alonso Cota és több más újkeresztény a hivatalából el lett mozdítva.

## Portugália
Portugália helyzete azért volt alapvetően más, mint a Spanyolországé, mert soha az 1490-es évek előtt nem történt kísérlet a zsidók tömeges megtérítésére. Ez nyilván annak a ténynek is köszönhető, hogy a reconquistát már a 13. században befejezték, nem éltek állandó konfliktusban a mórokkal, a nem túl nagy számú zsidóság meglehetős békességben létezhetett közöttük. 1492-ben a spanyol helyzet borította fel Luzitánia egyensúlyát. II. János portugál király átmenetileg befogadta a spanyol területekről nyugati irányba menekülőket. 120 000 ember érkezett Kasztíliából, ez a portugáliai zsidóság létszámánál biztos jelentősebb volt.  Az uralkodó áttérésre akarta kényszeríteni őket, és ennek érdekében elvette tőlük gyerekeiket: Samuel Usque számol be arról, hogy anyjuktól elszakított kicsiket tettek ki az Afrika melletti São Tomé akkor csaknem lakatlan szigetén. 1495-ben a portugál történelem egyik legnagyobb uralkodó-egyénisége, Mánuel király került trónra: a menekült és helybeli zsidóság számára ez nem jelentett kedvező változást, azért sem, mert a fiatal uralkodó elhatározta, hogy családi köteléket fon dinasztiája és a katolikus királyok (los reyes católicos) között. A spanyol uralkodók a zsidók kiűzését szabták feltételül a lányukkal, Izabellával  kötendő házasság létrejöttéhez, így 1496 decemberében Mánuel király is elrendelte az izraeliták eltávolítását: 1497 novemberéig kellett volna elhagyniuk a portugál partokat. A rendelet végrehajtását azonban a lakosság Lisszabonban való koncentrálásával és a kikötő lezárásával végül maga tette lehetetlenné. Az 1497-es pészáh alatt, Európa más részein nem ismeretlen gyakorlatot követve a 4 és 14 év közötti gyermekek kényszer általi megkeresztelésével igyekezett azok szüleit is a konvertálásra szorítani ill. a lisszaboni kikötőben összezsúfolódott, az országot elhagyni készülő zsidókat akaratuk ellenére tengervízzel leöntetve automatikusan kereszténynek tekintette. Ekkor következik be az az érthetetlen és igazán nagy traumát okozó eseménysorozat is, amelynek következtében több száz zsidó gyereket elvesznek a családjuktól és keresztényeknél helyeznek el.  A spanyolok nyílt és egyértelmű repressziójával ellentétben Mánuel király e machinációkkal gyakorlatilag túszul ejtette az országába szorult zsidóságot, valószínűleg azért, mert az izraeliták elengedése, lévén, hogy korábbi conversók azok helyét nem tölthették volna be úgy, mint spanyol földön, túlságosan nagy érvágást jelentett volna. A 20 éves türelmi rendelet, amely kimondta, hogy két évtizeden keresztül nem lesz inkvizíciós vizsgálat titkos judaizálással kapcsolatban, sok újkeresztényt hamis biztonságérzetbe ringatott, aminek következményeit aztán utódaik évszázadokig nyögték is.
Amíg a helyzet Portugáliában többé-kevésbé elfogadható maradt, a zsidózás, vagyis a kettős identitás majdhogynem nyílt vállalása meglehetősen gyakorinak számított. Ebben az időszakban a portugál conversók szinte mindegyike marrano, megtartják a katolikus és a mózesi ünnepeket egyaránt, van egy keresztény nevük a külvilág számára és egy zsidó házi használatra. A király védelmezi őket, és titokban még tanítják a gyerekeknek a héber nyelvet, könyveket rejtegetnek. A portugál egyházon belül nem véletlenül épp az Inkvizíciót alapító és leginkább utánpótlással ellátó, fekete-fehér ruhájú domonkosok bizonyulnak zsidóellenesnek. Az 1506-os lisszaboni pogrom (amely 1506. április 19-én vette kezdetét) is az ő hisztériakeltésüknek köszönhető: húsvét tájékán a „Krisztusgyilkos zsidó” sztereotípiája a középkorban mindig óhatatlanul szóba kerül, ezért olyan gyakoriak a húsvét körüli zavargások, pogromok. A lisszaboni vérengzéshez az a Szent Domonkos-templombeli eset vezetett, amelynek során egy domonkos szerzetes egy fényhatást csodaként értelmezett, egy misén részt vevő converso azonban az állítólagos csodát természetes jelenségként fogta fel: az atya rászabadította a „hitetlenekre” az egyéb okokból úgyis elégedetlenkedő tömeget, a napokig tartó vérengzésnek hozzávetőlegesen 2000 converso esett áldozatául. A katasztrófa nyomán a portugál király megnyitotta a határokat  és kiengedte azokat, akiknek anyagi lehetőségük volt elhajózni, később is több emigrációs hullámban hagyták el a conversók az országot.

## Külső hivatkozások
- https://web.archive.org/web/20070911120413/http://magyar-irodalom.elte.hu/palimpszeszt/25_szam/03.html